# Псидрины
Псидрины (лат. Psydrinae) — подсемейство жуков из семейства жужелиц (Carabidae). Трибу Amblytelini иногда выделяют в отдельное подсемейство Amblytelinae.

## Систематика
Подсемейство включает около 30 родов в двух трибах и нескольких подтрибах, часть которых ранее имели статус самостоятельных триб. Крупнейший род Mecyclothorax включает около 400 видов, встречающихся главным образом на Гавайских островах и островах Океании.
В отдельное семейство Gehringiidae выделяют трибу Gehringiini из двух родов: Gehringia Darlington, 1933 и Helenaea Schatzmayr & Koch, 1934.
- Moriomorphini Sloane, 1890 (=Amblytelini, Mecyclothoracini, Melisoderini, Meonidini, Tropopterini)[6]
  - Amblytelina Blackburn, 1892 (Amblytelini)[7][8]
    - Amblytelus — Dystrichothorax — Epelyx — Mecyclothorax — Meonis — Meonochilus — Paratrichothorax — Pseudamblytelus — Raphetis — Selenochilus — Trichamblytelus — Tropopterus

  - Moriomorphina Sloane, 1890
    - Celanida — Melisodera — Molopsida — Moriodema — Moriomorpha — Neonomius — Pterogmus — Rhaebolestes — Rossjoycea — Sitaphe — Tarastethus — Teraphis — Theprisa — Trephisa — Trichopsida

- Psydrini LeConte, 1853
  - Laccocenus
  - Nomius
  - Psydrus

Ранее выделялись:
- Mecyclothoracini Sharp, 1903
  - Mecyclothorax
  - Neonomius
- Melisoderini Westwood, 1835
  - Celanida
  - Melisodera
  - Moriodema
  - Moriomorpha
  - Rhaebolestes
- Meonidini
  - Bembidiomorphum
  - Meonis
  - Meonochilus
  - Raphetis
  - Selenochilus
- Tropopterini
  - Molopsida
  - Pterogmus
  - Sitaphe
  - Teraphis
  - Theprisa
  - Trephisa
  - Tropopterus